# ГЕС Іннерткірхен 2
ГЕС Іннерткірхен 2 (нім. Innertkirchen 2) — гідроелектростанція у центральній частині Швейцарії. Є однією з двох станцій (поряд з ГЕС Іннерткірхен 1) у нижньому ступені гідровузла Оберхаслі, створеного у верхів'ях річки Ааре (ліва притока Рейну) та її правої притоки Гадмервассер, які дренують північний схил Бернських Альп.

Вертикальна схема гідровузла Оберхасіл. На червоному тлі позначені електростанції: Хопфлауенен — 2, Іннерткірхен 2 — 3, Іннерткірхен 1 — 4

Горизонтальна схема гідровузла Оберхасіл. На червоному тлі позначені електростанції: Хопфлауенен — 2, Іннерткірхен 2 — 3, Іннерткірхен 1 — 4

Ресурс для роботи станції надходить із північної гілки гідровузла, розташованої по долині Гадмервассер. Для цього від нижнього балансуючого резервуара ГЕС Хопфлауенен прокладено дериваційний тунель, який забезпечує напір у 242 метри.
Основне обладнання станції Іннерткірхен 2 складають дві турбіни типу Френсіс загальною потужністю 62 МВт, які забезпечують виробництво 160 млн кВт·год електроенергії на рік. Перед поверненням в Ааре відпрацьована вода відводиться у нижній балансуючий резервуар об'ємом 80 тис. м3, який виконує ту ж функцію і для станції Іннерткірхен 1.